# Hold-And-Modify

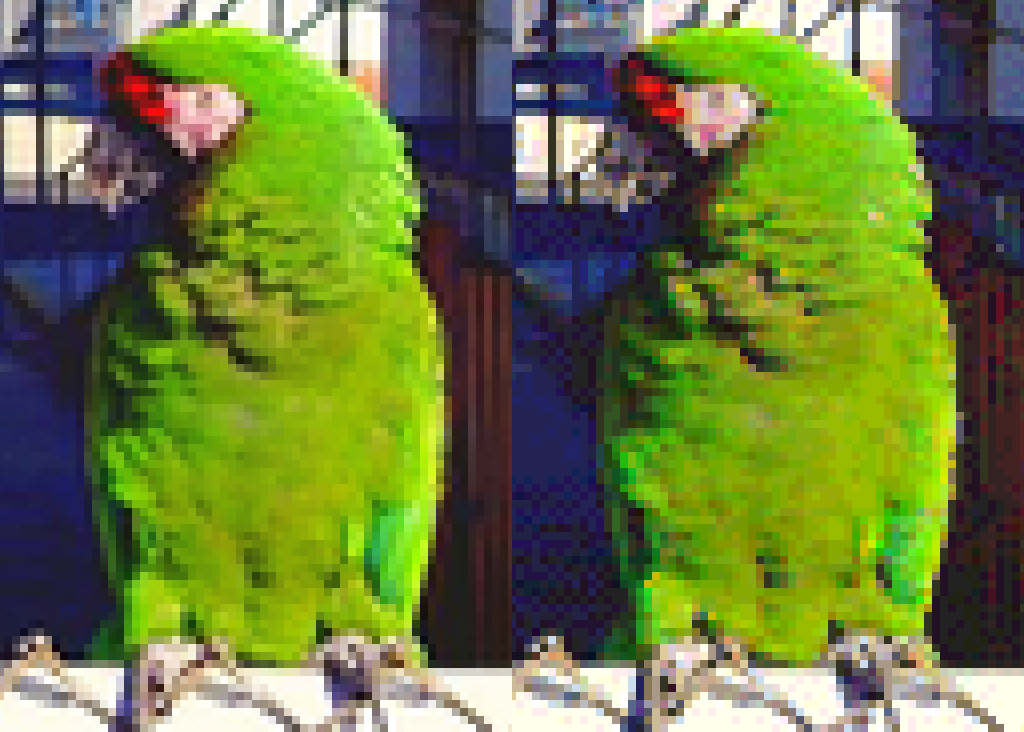
Teljes színű kép (bal), HAM-módú kép (jobb)

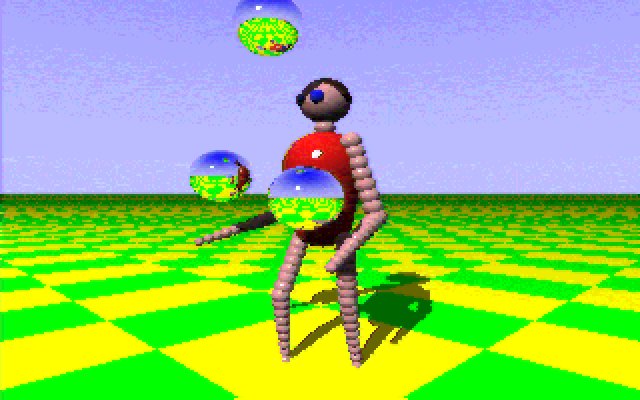
Juggler nevű 3D demó 1987-ből, HAM-módot alkalmazva

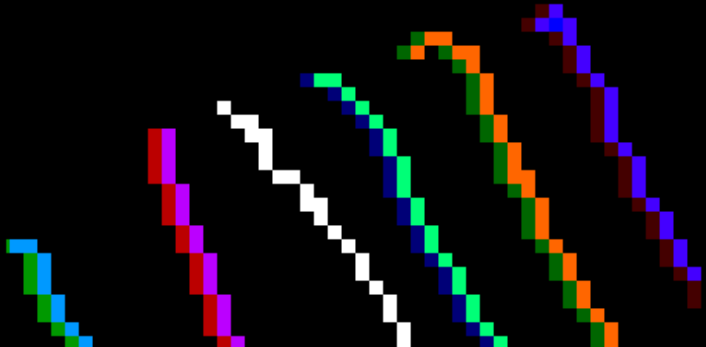
Példa a "szegélyesedésre" (fringing): a fehér és a fekete direkt színek, a több nem, melyek vízszintesen átmeneti lépéseket igényelnek a megjelenítésükhöz

A Hold-And-Modify (röviden: HAM, magyarul: megtart és módosít) az Amiga számítógépek egyik planár képernyő megjelenítési módja.

## Működés
Ebben a speciális üzemmódban lehetőség van a 4096 színű paletta színeinek egyidejű megjelenítésére, bizonyos kikötések mellett. A HAM mód finom árnyalást, átmenetek képzését tesz lehetővé a képernyőre kerülő képpontok színei tekintetében, ugyanakkor ez az üzemmód kevésbé alkalmas animációk megjelenítésére. A fizikai végrehajtásért a „Denise” chip felel.

### HAM6 - OCS/ECS HAM mód

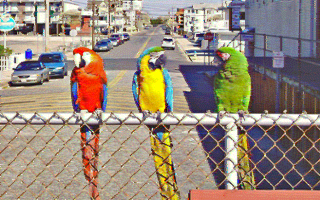
HAM6-módú kép 12-bites színmélységgel, 16-színű alap színpalettával és 6 bitsíkkal

A színregiszter 1-4. bitjei közvetlen színadatot kódolnak 16 különféle színből, az 5. és 6. vezérlő bit pedig azt mondja meg, hogy az előzőleg képernyőre írt szín RGB összetevői közül melyik módosulásával jelenjen meg a következő szín. Az Amiga eredeti lapkakészlete már tartalmazta ezt az üzemmódot.
| Vezérlő bitek | Adatbitek | Hatás |
| ------------- | --------- | --- |
| 00            | XXXX      | Direkt szín: A 4 biten kóldolt szín egy-az-egyben adja a képpont színét                                                       |
| 01            | BBBB      | Kék módosul: Az előző (balra lévő) szín vörös és zöld összetevőit megtartja, a 4 adatbit a módosuló kék összetevőt kódolja.   |
| 10            | RRRR      | Vörös módosul: Az előző (balra lévő) szín kék és zöld összetevőit megtartja, a 4 adatbit a módosuló vörös összetevőt kódolja. |
| 11            | GGGG      | Zöld módosul: Az előző (balra lévő) szín kék és vörös összetevőit megtartja, a 4 adatbit a módosuló zöld összetevőt kódolja.  |

Ezen kívül 4, 5 vagy 7 bitsíkkal is lehetőség volt HAM képet előállítani (HAM4, HAM5 és HAM7), de ezek használhatósága és gyakorlati alkalmazása korlátozott maradt. HAM4 alkalmazása demókban fordult elő, a HAM5, HAM7 pedig már az AGA chipsetben sem volt támogatott.

### HAM8 - AGA HAM mód

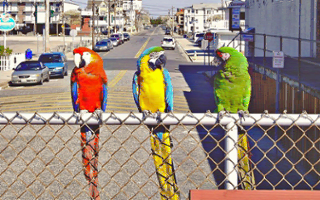
HAM8-módú kép 24-bites színmélységgel, 64-színű alap színpalettával és 8 bitsíkkal

Az 1992-ben az Amiga 1200 és Amiga 4000 modellekben megjelent AGA chipset 256 szín egyidejű megjelenítését tette lehetőve egy 24-bites, 16 millió színű palettából. A színregiszter RGB-elemenként 8-bites és a HAM8-ra keresztelt új megjelenítési mód 262.144 szín egyidejű megjelenítésére volt alkalmas. Ezzel a korábbi, most már HAM6-ra átkeresztelt mód lényegében meghaladottá vált AGA chipsetes számítógépeken, de a visszafelé kompatibilitás miatt azt megtartották.
| Vezérlő bitek | Adatbitek | Hatás |
| ------------- | --------- | --- |
| 00            | XXXXXX    | Direkt szín: A 6 biten kódolt szín egy-az-egyben adja a képpont színét                                                        |
| 01            | BBBBBB    | Kék módosul: Az előző (balra lévő) szín vörös és zöld összetevőit megtartja, a 6 adatbit a módosuló kék összetevőt kódolja.   |
| 10            | RRRRRR    | Vörös módosul: Az előző (balra lévő) szín kék és zöld összetevőit megtartja, a 6 adatbit a módosuló vörös összetevőt kódolja. |
| 11            | GGGGGG    | Zöld módosul: Az előző (balra lévő) szín kék és vörös összetevőit megtartja, a 6 adatbit a módosuló zöld összetevőt kódolja.  |

## Alkalmazás
Több korabeli és mostanában Amigára kiadott videójáték, illetve demó használta az HAM módot. Néhány ezek közül példaként:
- A-10 Tank Killer (1990)[10]
- Heart Of The Dragon (1991)[10]
- Overdrive (1993)[10]
- Genetic Species (1998)[10]
- Glubble (2024)[10]
- Juggler /demó/ (1986)[11]
- Hamulet /demó/ (2023)[10]

Az Amigán általános felhasználásra, de a videójátékkészítők között is népszerű rajzolóprogram, a Deluxe Paint IV támogatja a HAM módot.